# Pseudosimochromis curvifrons
Pseudosimochromis curvifrons — вид риб родини цихлових (Cichlidae), що належить до роду Pseudosimochromis. Вид є ендеміком оз. Танганьїка, поширений у Конго, Танзанії та Замбії.
Хоча Pseudosimochromis розглядається як монотипний рід, нещодавно до нього було віднесено кілька видів, які раніше належали до Simochromis.
Псевдосимохром вигнутий (Pseudosimochromis curvifrons) зустрічається рідко і, як і види роду Simochromis, мешкає на скелястих берегах озера Танганьїка. Харчується водоростями, що ростуть на них. Риба уникає великих глибин і в основному спостерігається на ділянках, де глибина води перевищує десять метрів. Pseudosimochromis curvifrons виношує потомство у роті. Ікру та молодь довжиною до 2,2 см самка забирає в рот для захисту.
Живе в тропічних кліматичних зонах з температурою від 24°C до 26°C.
На нього полює Plecodus straeleni.

## Опис
Pseudosimochromis curvifrons може досягати 14 см у довжину. Він має відносно високе тіло, яке сильно сплющене з боків. Голова коротка і висока, з крутим, майже вертикальним профілем лоба і маленьким, низько розташованим ротом. Північна популяція виду має коричнево-оливкове або нефритово-зелене забарвлення, тоді як південна - блакитне. Риба має дев'ять-десять вертикальних смуг по боках тіла, які залежно від настрою можуть бути різко вираженими або зовсім непомітними. Плавники сіруваті. Спинний плавець трохи темніший і має помаранчевий край. У самців на анальному плавці є помаранчеві плями-релізи.